# John Felagha
John Felagha (Lagos, 27 juli 1994 – Senegal, 30 augustus 2020) was een Nigeriaans betaald voetballer die als doelman speelde. Hij speelde in het seizoen 2012-2013 voor het Belgische KAS Eupen. Hij kwam over van de ASPIRE Academy.

## Carrière

### Jeugd
Hij werd opgeleid bij de ASPIRE Academy.

### KAS Eupen
Doordat de Aspire Academy KAS Eupen overnam kwamen hij en vele andere Afrikanen bij Eupen terecht. Hij maakte zijn debuut voor Eupen in de uitwedstrijd tegen FC Brussels.

## Statistieken
| Seizoen         | Club            | Competitie      | Competitie | Competitie | Play-offs | Play-offs | Beker | Beker | Europa | Europa | Totaal | Totaal |
| Seizoen         | Club            | Competitie      | Wed.       | Dlp.       | Wed.      | Dlp.      | Wed.  | Dlp.  | Wed.   | Dlp.   | Wed.   | Dlp.   |
| --------------- | --------------- | --------------- | ---------- | ---------- | --------- | --------- | ----- | ----- | ------ | ------ | ------ | ------ |
| 2012-2013       | KAS Eupen       | Tweede Klasse   | 1          | 0          | 0         | 0         | 0     | 0     | 0      | 0      | 1      | 0      |
| Carrière totaal | Carrière totaal | Carrière totaal | 1          | 0          | 0         | 0         | 0     | 0     | 0      | 0      | 1      | 0      |

## Internationaal
Hij speelde al voor Nigeria U17 en Nigeria U20.
| Nationale ploeg | wedstrijden | Goals |
| --------------- | ----------- | ----- |
| Nigeria U17     | 0           | 0     |
| Nigeria U20     | 0           | 0     |
| Totaal          | 0           | 0     |

## Overlijden
John Felagha stierf op 26-jarige leeftijd aan de gevolgen van aids.